# Soldatregler
Soldatreglerna instiftades av Gustav II Adolf och skulle gälla för soldater gentemot civila. Soldatreglerna har sedan Gustav II Adolfs tid förändras i och med att krigslagarna förändrats.

## Nutida soldatregler
Numera finns det åtta soldatregler:
1. Endast fiendens kombattanter och mål av militär betydelse får bekämpas.
2. Vålla inte onödigt lidande eller större skada än vad som krävs för att lösa en uppgift.
3. En fiende som gett upp motståndet eller inte är stridsduglig får inte bekämpas.
4. Fångar avväpnas och överlämnas till närmaste chef.
5. Sårade, sjuka och nödställda ska behandlas lika, oavsett om de tillhör egna styrkor, fiendestyrkor eller civilbefolkning.
6. Skydda och respektera civilbefolkningen och deras egendom.
7. Respektera folkrättsliga kännetecken, till exempel Röda Korset.
8. Ingrip för att förebygga brott mot soldatreglerna.

## Tidigare soldatregler
Exempel på äldre soldatregler:
1. Man får inte skjuta mot en märkt sjukvårdare så länge han inte skjuter mot en själv.
2. En soldat får inte yttra sig om sin politiska uppfattning.
3. En soldat får göra vad som krävs för att slutföra sitt uppdrag så länge det inte skadar civila.
4. En soldat måste ge samma sjukvård till en skadad fiende som till en soldat från ens egen sida.
5. Plundring straffades med döden.